# Hilke
Hilke ist ein weiblicher Vorname und Familienname.

## Herkunft und Bedeutung
Hilke ist eine niederdeutsche Variante von Hildegard und anderen Namen, die das Element hild „Kampf, Streit“ enthalten.

## Namensträgerinnen
- Hilke Günther-Arndt (1945–2019), deutsche Historikerin und Geschichtsdidaktikerin
- Hilke Petersen (* 1967), deutsche Journalistin
- Hilke Raddatz (* 1941), deutsche Cartoonistin

## Familienname
- Antonia Hilke (1922–2009), deutsche Modejournalistin und Moderatorin
- Fred Hilke (* 1985), deutscher Moderator
- Joachim Hilke (* 1967), deutscher Manager und Fußballfunktionär
- Max Hilke (1879–1954), deutscher Kommunalpolitiker und Landtagsabgeordneter
- Wolfgang Hilke (* 1941), deutscher Wirtschaftswissenschaftler